# 岡田村 (岡山県)
岡田村（おかだむら）は、岡山県吉備郡にあった村。現在の倉敷市の一部にあたる。

## 地理
高梁川右岸の沖積平野に連なる微高地に位置していた。

## 歴史
- 1889年（明治22年）6月1日、町村制の施行により、下道郡岡田村、辻田村が合併して村制施行し、岡田村が発足[1][2]。旧村名を継承した岡田、辻田の2大字を編成[2]。
- 1900年（明治33年）4月1日、郡の統合により吉備郡に所属[1][2]。
- 1951年（昭和26年）4月1日、吉備郡川辺村と合併し、大備村を新設して廃止された[1][2]。合併後、大備村大字岡田・辻田となる[2]。

### 地名の由来
溜池灌漑による水田地域の意。

## 産業
- 農業[2]

## 教育
1919年（大正8年）村長・三宅清三郎は全国に先駆けて、義務教育費国庫支弁請願運動を起こして全国の町村に呼びかけ、教員給与の国庫負担を実現した。

## 名所・旧跡
- 岡田陣屋跡（岡田藩）[2]：陣屋跡は倉敷市立岡田小学校になっている。
- 横溝正史疎開宅